# Панспермия
Панспермия – теория, според която животът на Земята е бил пренесен от други далечни места от космоса. Поддръжниците на тази хипотеза приемат идеята, че животът е бил пренесен под формата на спори (на различни видове) чрез астероидите, които са паднали на нашата планета преди милиарди години. Един от основните поддръжници на тази хипотеза е Сванте Арениус – шведски биохимик.
Тя е опровергана от откритието на П. Бекерле, че космическите ултравиолетови лъчи действат убийствено върху живите организми.